# Église Saint-Paul d'Anvers

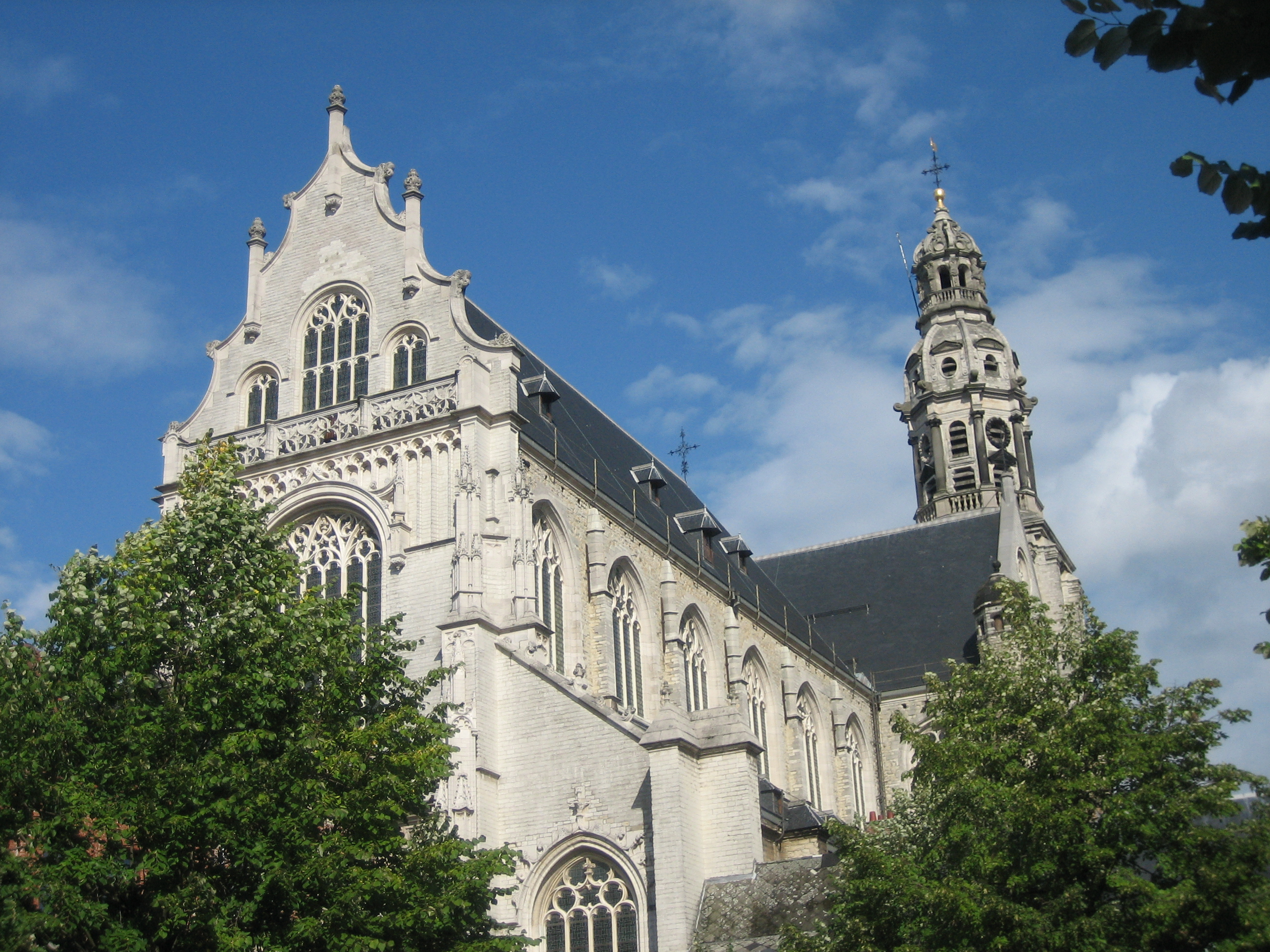
Vue de l'église Saint-Paul.

L’église Saint-Paul est une église construite par les dominicains, à Anvers, dédiée à l'apôtre Paul. Elle est célèbre pour son intérieur de style baroque. Son extérieur est principalement gothique, à l'exception de la tour baroque. Elle abrite des peintures des plus grands artistes anversois tels que Pierre Paul Rubens, Antoine van Dyck et Jacob Jordaens, ainsi qu'une abondance de sculptures et de mobilier d'église réalisés par les plus grands sculpteurs anversois tels que Artus Quellinus, Pieter Verbrugghen l'Ancien (en), Jan Pieter van Baurscheit de Elder, Jan Claudius de Cock et Andries Colyns de Nole. Le Calvaire à l'extérieur de l'église, composé de 63 statues grandeur nature et de neuf reliefs exécutés dans un style populaire et théâtral, est particulièrement remarquable. La paroisse dépend du diocèse d'Anvers.

## Histoire

### Couvent dominicain
L'église se trouve à proximité de l'Escaut au cœur de la ville, dans un quartier habité autrefois par les familles de marins. Une petite église est construite par les dominicains et consacrée en 1276 par saint Albert le Grand.
Comme l'église est exposée à des inondations à cause d'un changement de cours du fleuve, une nouvelle église est construite un peu plus loin plus en hauteur, probablement par Domien de Waghemakere (en), l'un des bâtisseurs de la cathédrale Notre-Dame d'Anvers. Rombout de Dryvere poursuit les travaux après la mort de Waghemakere en 1547. La nouvelle église est partiellement ouverte en 1548 et consacrée en 1571, l'ancienne est démolie en 1549. La confrérie de Notre-Dame du Rosaire est formée et un nouveau couvent construit en 1571.

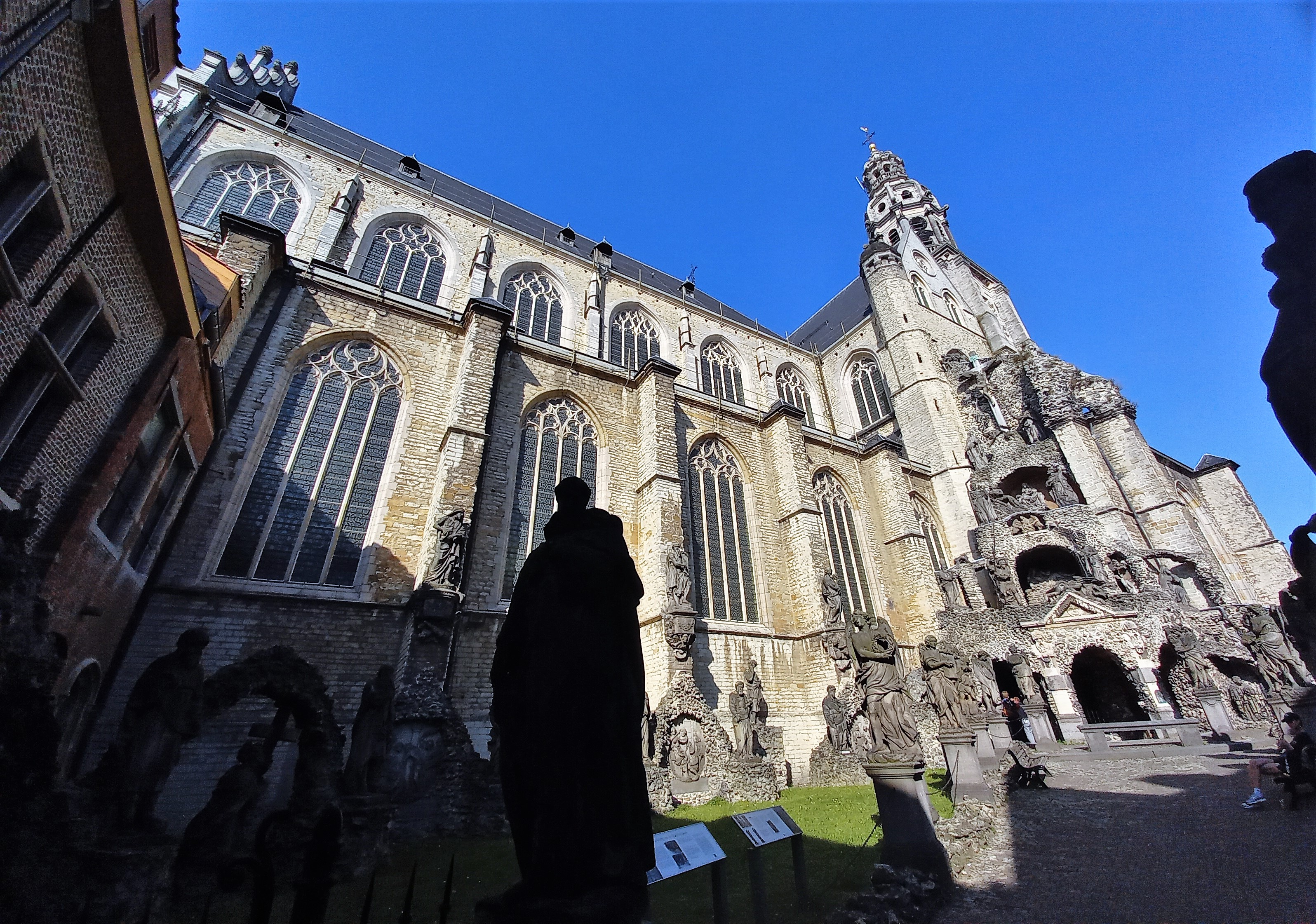
L'église Saint-Paul avec le Calvaire.

Quand les calvinistes s'emparent du pouvoir à Anvers en 1578, ils en expulsent les dominicains et toutes les congrégations. L'église est transformée en temple protestant et l'intérieur est dépouillé de toute son ornementation. Le transept et le chœur sont en partie démolis. Le couvent sert de fonderie de canons. Lorsque les troupes du duc de Parme assiègent la ville en 1584 pour défendre les droits de la couronne d'Espagne, les habitants se servent des pierres de certaines parties de l'édifice, comme le transept et le chœur, pour les utiliser comme ballast dans des bateaux de feu qui sont lancés contre le pont construit sur l'Escaut par les assiégeants. Après la défaite des calvinistes en 1585, les dominicains retrouvent leur possession et font restaurer et redécorer l'église et le couvent. La partie la plus importante de la reconstruction s'effectue entre 1605 et 1616. L'ensemble est terminé en 1662. La première pierre du chœur agrandi et du nouveau transept est bénite en 1618. Au cours des décennies suivantes, l'intérieur est entièrement décoré en style baroque. Pieter Verbrugghen l'Ancien (en) et son atelier réalisent les confessionnaux, les boiseries et les stalles de chêne entre 1658 et 1660. Il réalise aussi le coffrage de l'orgue en 1654 et les dessins du maître-autel avec son fils Pieter Verbrugghen le Jeune (en) en 1670. Il est consacré par Mgr Capello d'Anvers.

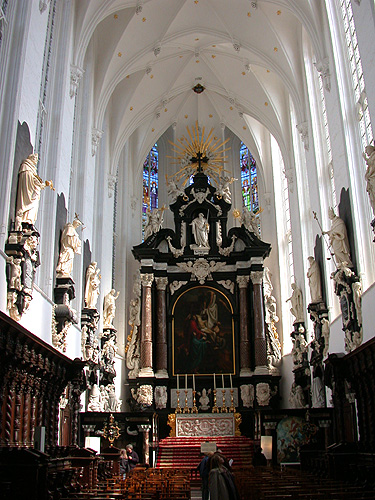
Intérieur du coeur, avec stalles.

En 1679, un incendie détruit une partie des voûtes de la nef et la partie supérieure de la façade occidentale. Les dégâts sont réparés en 1680-1681, lorsque la tour baroque est bâtie. Un calvaire est disposé à l'extérieur entre 1697 et 1747 contre le côté sud de la nef. Les congrégations sont dispersées sous l'occupation française en 1797 et les dominicains sont donc expulsés. Les archives conventuelles sont détruites. L'ensemble est vendu comme bien national.

### Église paroissiale
L'ancien prieur réussit à racheter le mobilier qui ainsi n'est pas dispersé. En 1802, l'ancien couvent et le calvaire deviennent propriété de la municipalité. En 1803, lorsque le culte est rétabli, l'église devient église paroissiale et remplace l'église Sainte-Walburge d'Anvers (en) fermée, puis démolie en 1817. Pendant la campagne des Dix-Jours (1830) menée par les Hollandais après le déclenchement de la révolution belge, les troupes hollandaises bombardent Anvers. L'église est endommagée et tous les vitraux, qui dataient du XVIIe siècle et qui avaient été dessinés par Abraham van Diepenbeeck, sont entièrement détruits. En 1833, l'intérieur est réaménagé; par exemple, les grilles de bois sculptées (1654), œuvre de Pieter Verbrugghen le Jeune séparant le chœur de la nef, sont démolies.
En avril 1968, un gigantesque incendie détruit les trois quarts de l'ancien couvent, le haut du clocher baroque et la toiture et endommage l'intérieur et les voûtes. La restauration prend de longues années.

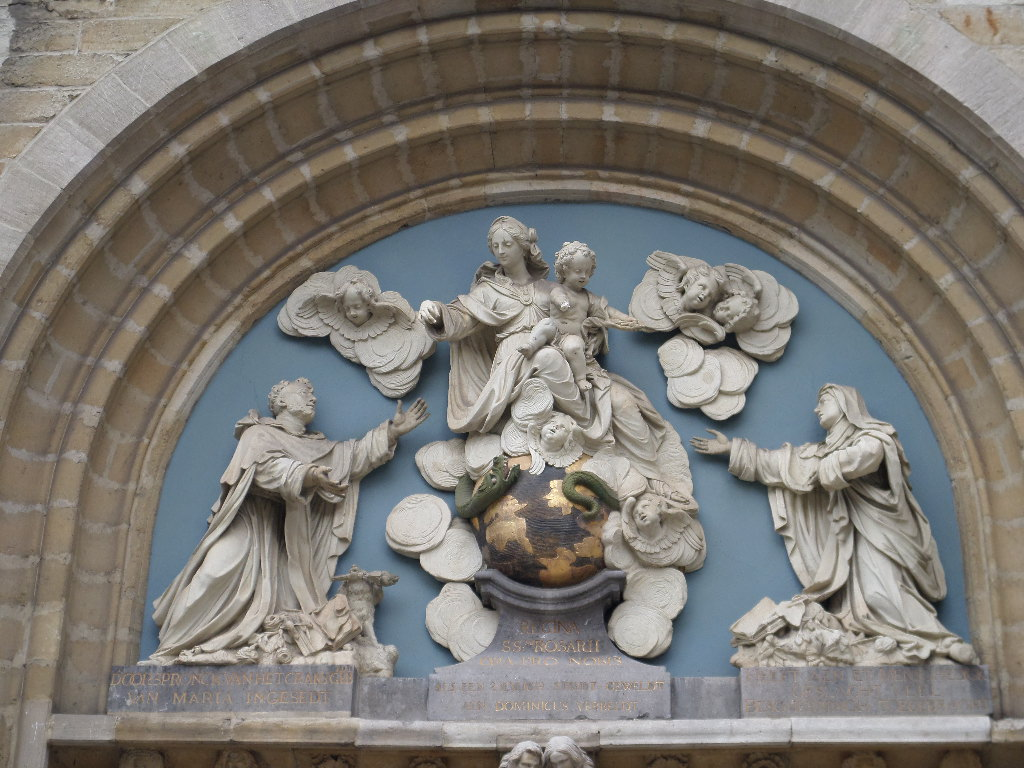
Tympan: Notre-Dame du Rosaire (1734).

## Extérieur
L'extérieur de l'église est de style gothique brabançon dans un goût dépouillé, commun aux ordres mendiants. Alors que les briques sont utilisées pour les murs intérieurs, c'est le grès de Lede qui sert pour la structure et les revêtements extérieurs. Le clocher est reconstruit à la fin du XVIIe siècle en style baroque. Le portail baroque à l'angle du Veemarkt et de la Zwartzustersstraat date de 1734. Le groupe sculpté du tympan est l'œuvre de Jan Claudius de Cock (en) (1734) et représente Notre-Dame du Rosaire donnant le rosaire à saint Dominique et à sainte Catherine de Sienne, réformatrice de l'ordre.

## Intérieur
Les colonnes sont cylindriques et leur chapiteau décoré de feuilles de chou. Le mobilier et le décor intérieur sont de style baroque flamand. L'église abrite cinquante tableaux dont les plus connus sont Les quinze Mystères du rosaire réalisés par onze peintres différents vers 1617-1618.

Tableaux du cycle Les quinze Mystères du rosaire
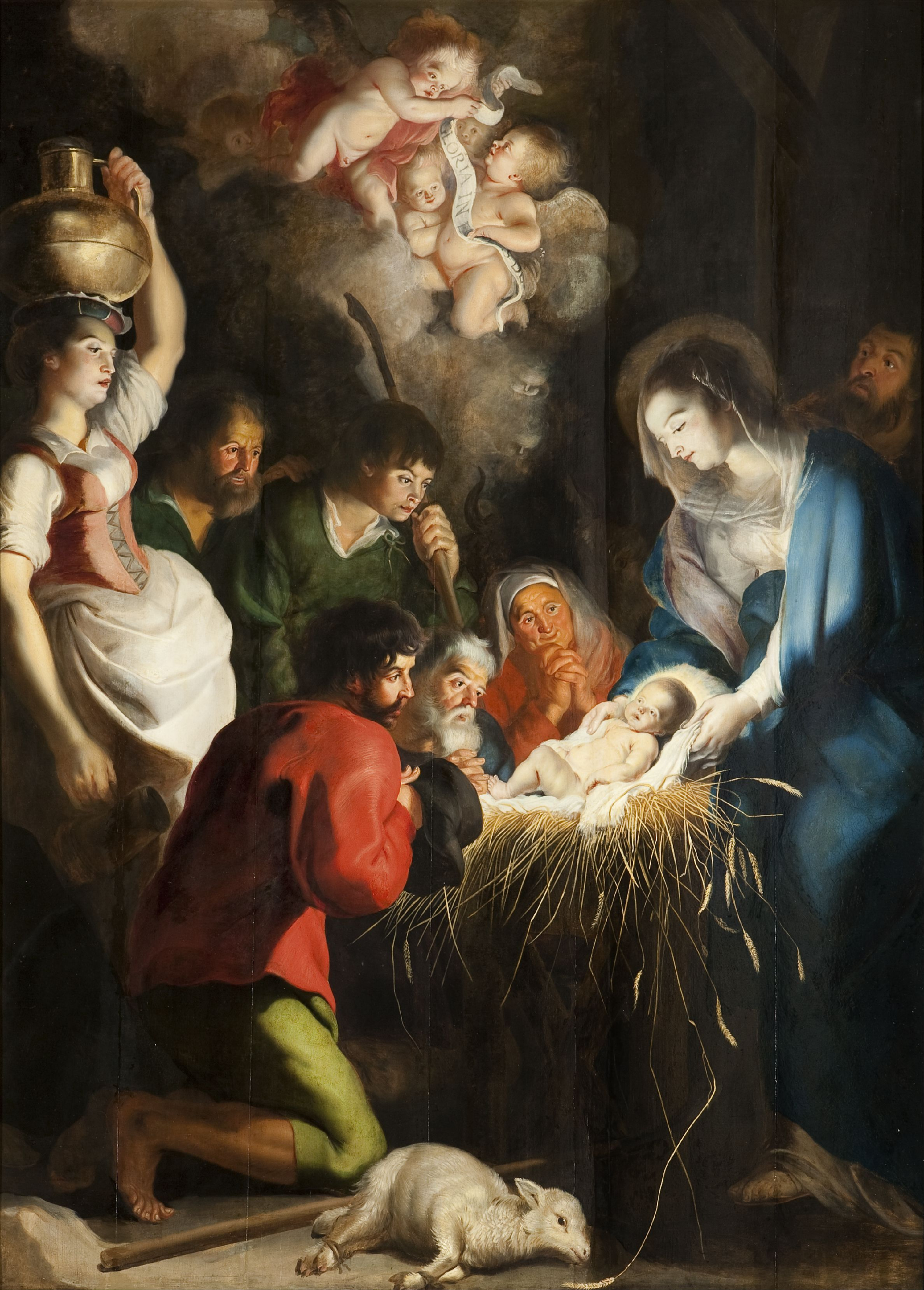
L'Adoration des bergers de Cornelis de Vos (1620)
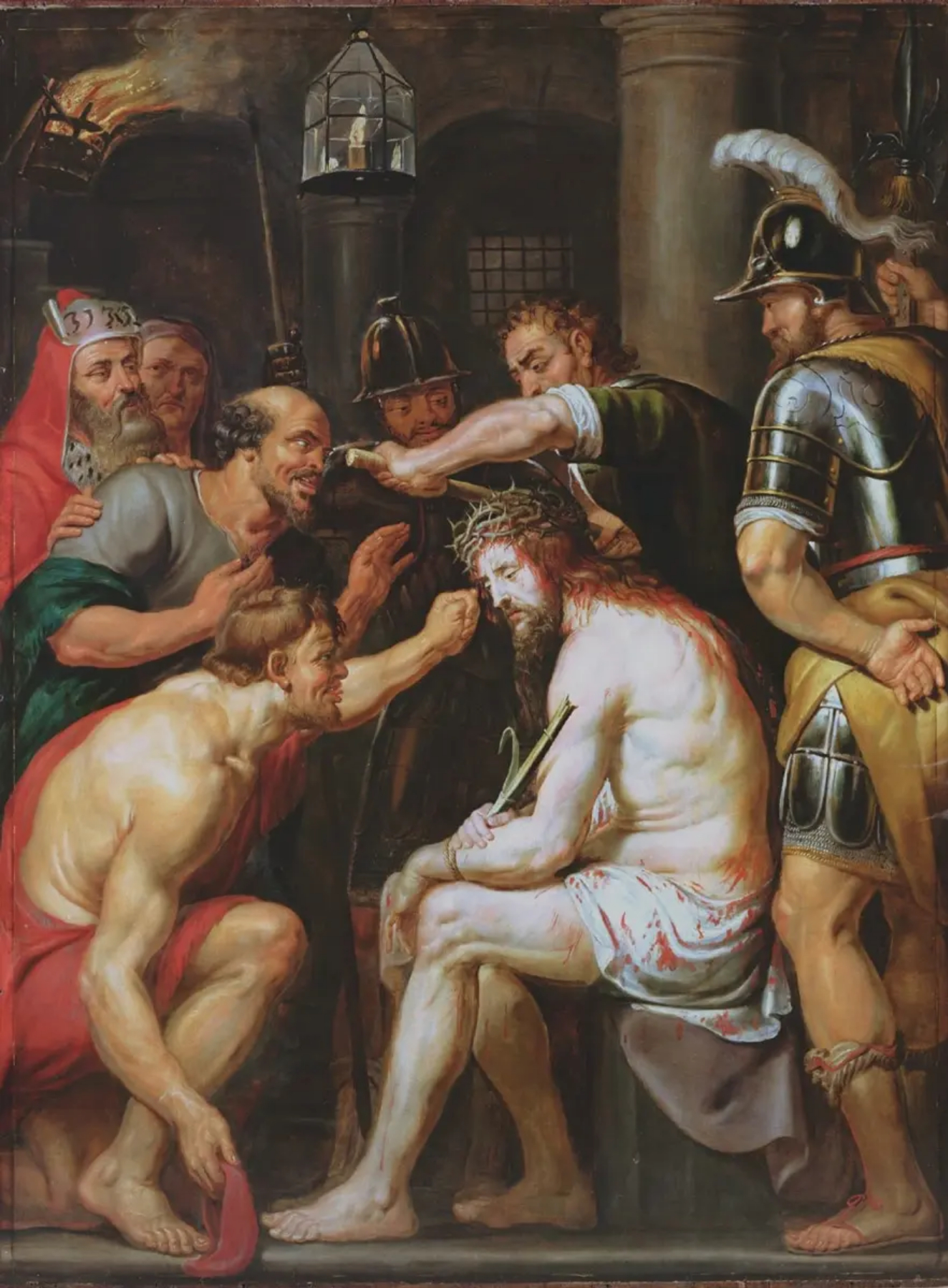
Le couronnement d’épines d'Artus de Bruyn (1618)
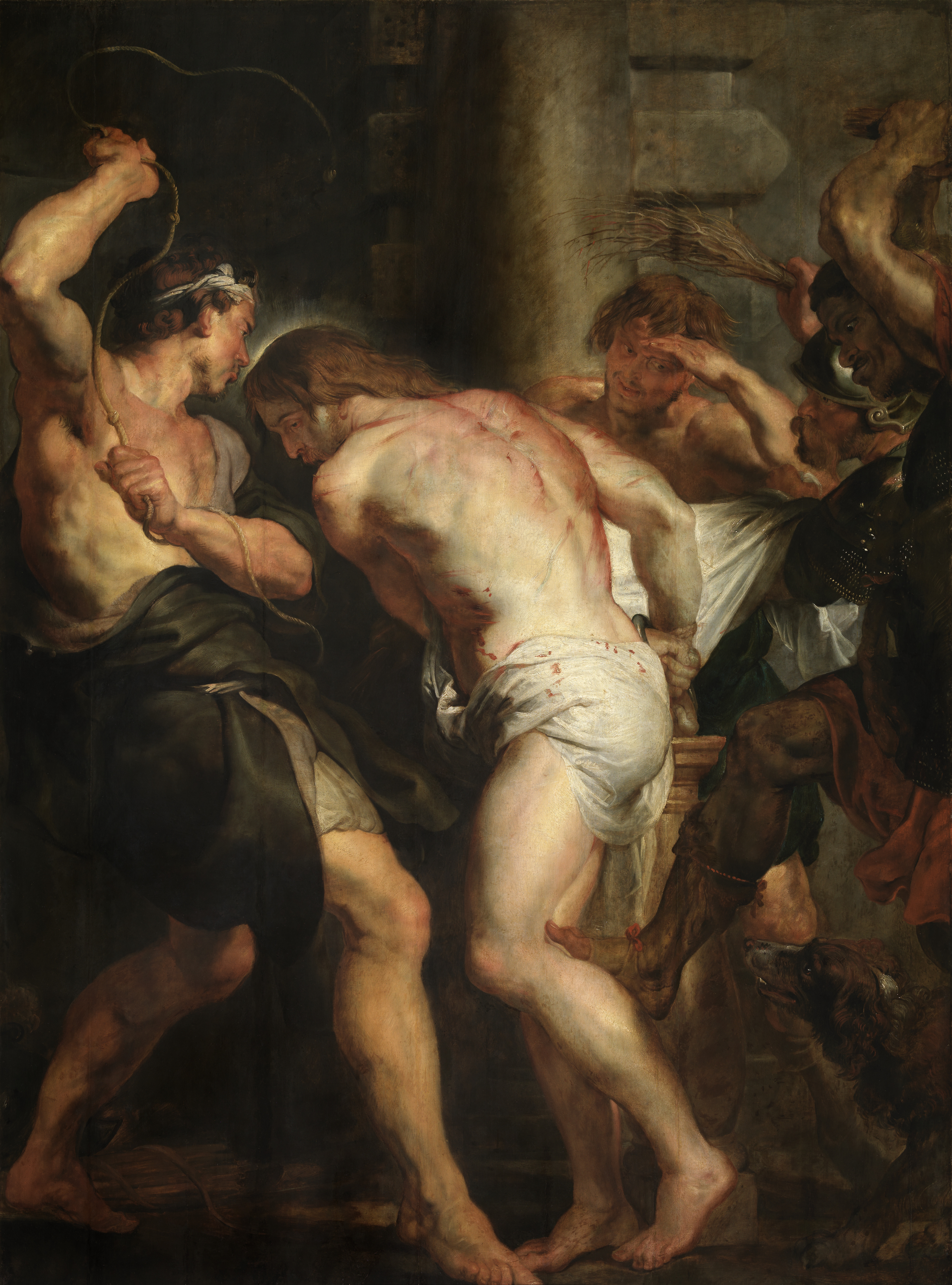
La Flagellation du Christ de Rubens (1617)
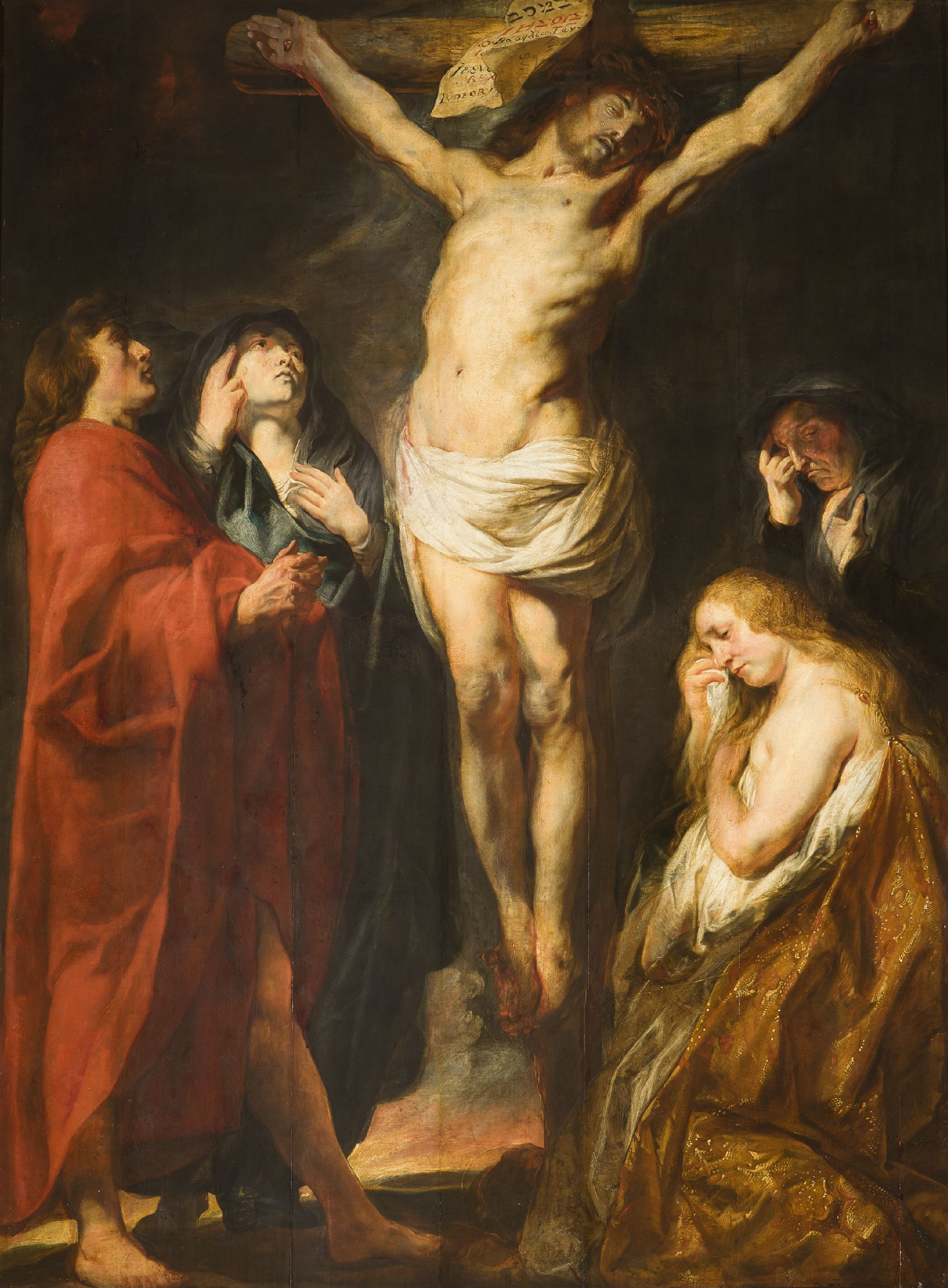
Christ en croix de Jacob Jordaens (1618)

L'église abrite des tableaux des plus grands artistes anversois tels que Rubens, Van Dyck, Jordaens, David Teniers l'Ancien, Cornelis de Vos, Gaspar de Crayer, Frans Francken II, Jan Peeters, Abraham van Diepenbeeck, Boeyermans, Artus de Bruyn, Artus Wolffort, Arnout Vinckenborch (d), etc.

### Maître-autel

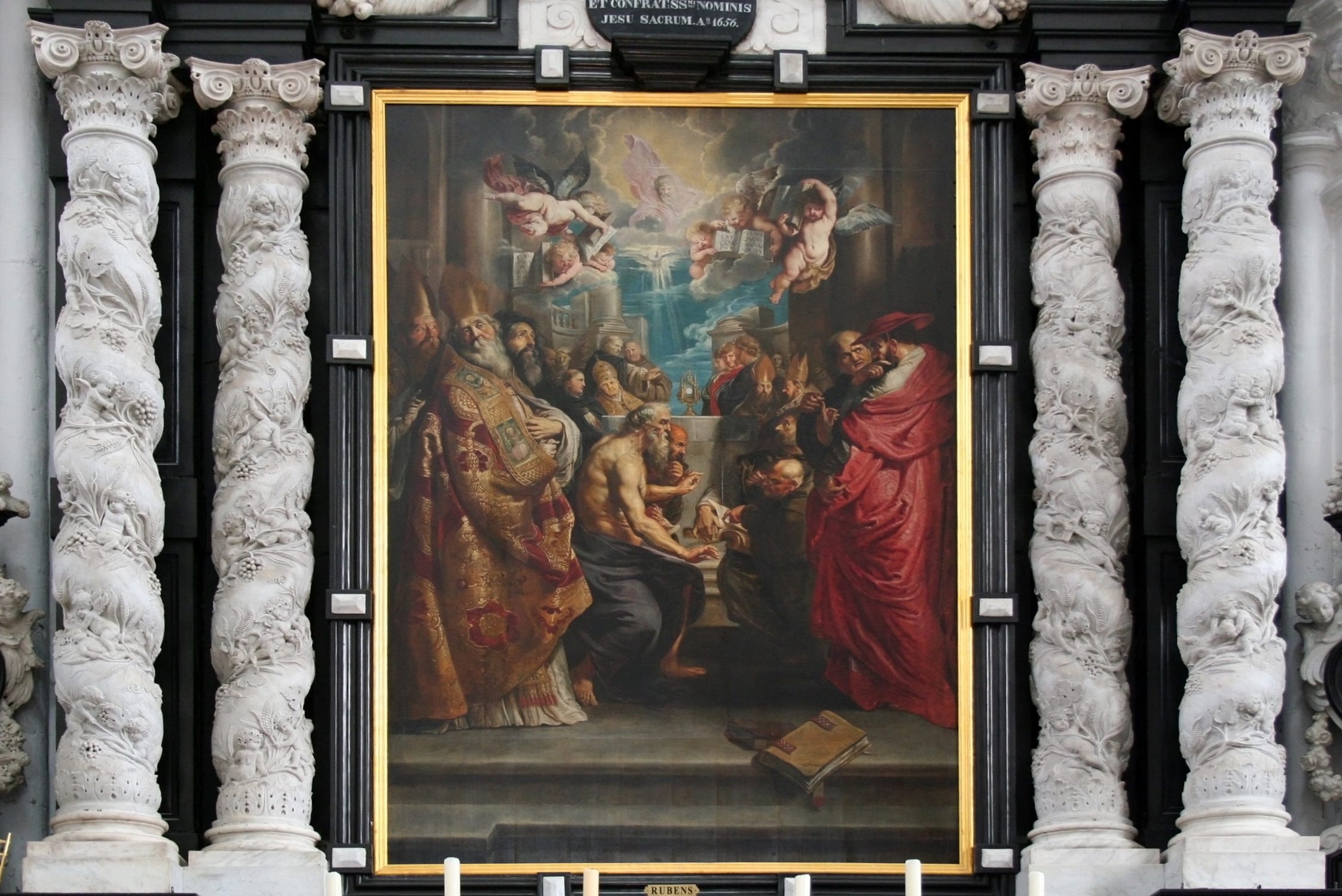
Chapelle du Saint-Sacrement, autel par Pieter Verbrugghen l'Ancien et La Dispute du Saint-Sacrement par Rubens

Pieter Verbrugghen l'Ancien et son fils réalisent un maître-autel de marbre de style baroque dont le tableau d'autel est La Vision de saint Dominique de Rubens qu'ils mettent de la sorte en valeur. En 1670, les dominicains commandent un nouveau tableau d'autel à Theodoor Boeyermans intitulé Le Martyre de saint Paul; les deux tableaux sont montrés en alternance par un mécanisme de rotation de charnières. Ces deux tableaux sont confisqués par les Français en 1794 et envoyés à Paris. Napoléon les donne à deux musées de province : La Vision de saint Dominique de Rubens est affectée au musée des beaux-arts de Lyon et Le Martyre de saint Paul de Boeyermans au musée d'Aix-en-Provence.
Un certain nombre d'œuvres d'art sont rendues par la France après le congrès de Vienne de 1815, mais ces deux tableaux ne sont pas concernés par les accords sous prétexte de leur affectation à des musées de province. Depuis 1830, c'est un tableau de Cornelis Cels qui est montré à leur place : La Descente de Croix.

### Sculptures

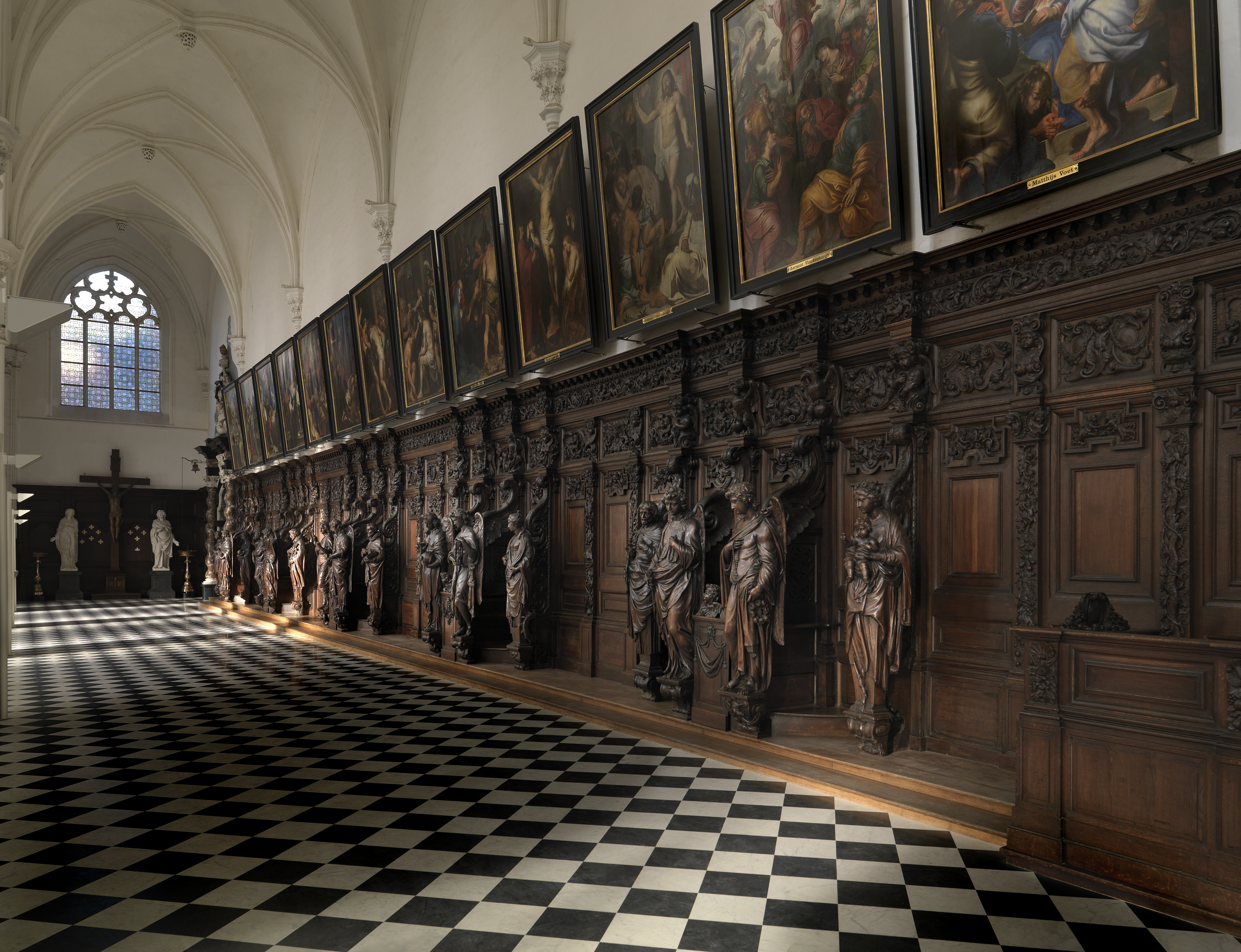
Les confessionnaux baroques

L'église Saint-Paul possède l'ensemble de confessionnaux baroques le plus impressionnant de Belgique. Les dix confessionnaux, exécutés vers 1659 par Pieter Verbrugghen l'Ancien avec l'aide de son atelier et d'autres sculpteurs, sont répartis par groupes de cinq sur le côté des deux nefs. Chaque confessionnal est flanqué de deux statues de chaque côté. Les confessionnaux ne sont pas conçus comme des meubles séparés, mais sont reliés par un panneau de bois. Le mur entier de chaque allée est ainsi transformé en un seul meuble uni, dont l'iconographie s'efforce d'atteindre la même unité et la même synthèse que l'ensemble de la structure.
Entre 1631 et 1700 les sculpteurs Artus Quellinus l'Ancien, Pieter Verbrugghen l'Ancien, Jan Pieter van Baurscheit l'Ancien et Andries Colyns de Nole ont réalisé 8 sculptures grandeur nature en pierre blanche de saints dominicains qui sont placées entre les fenêtres du chœur.

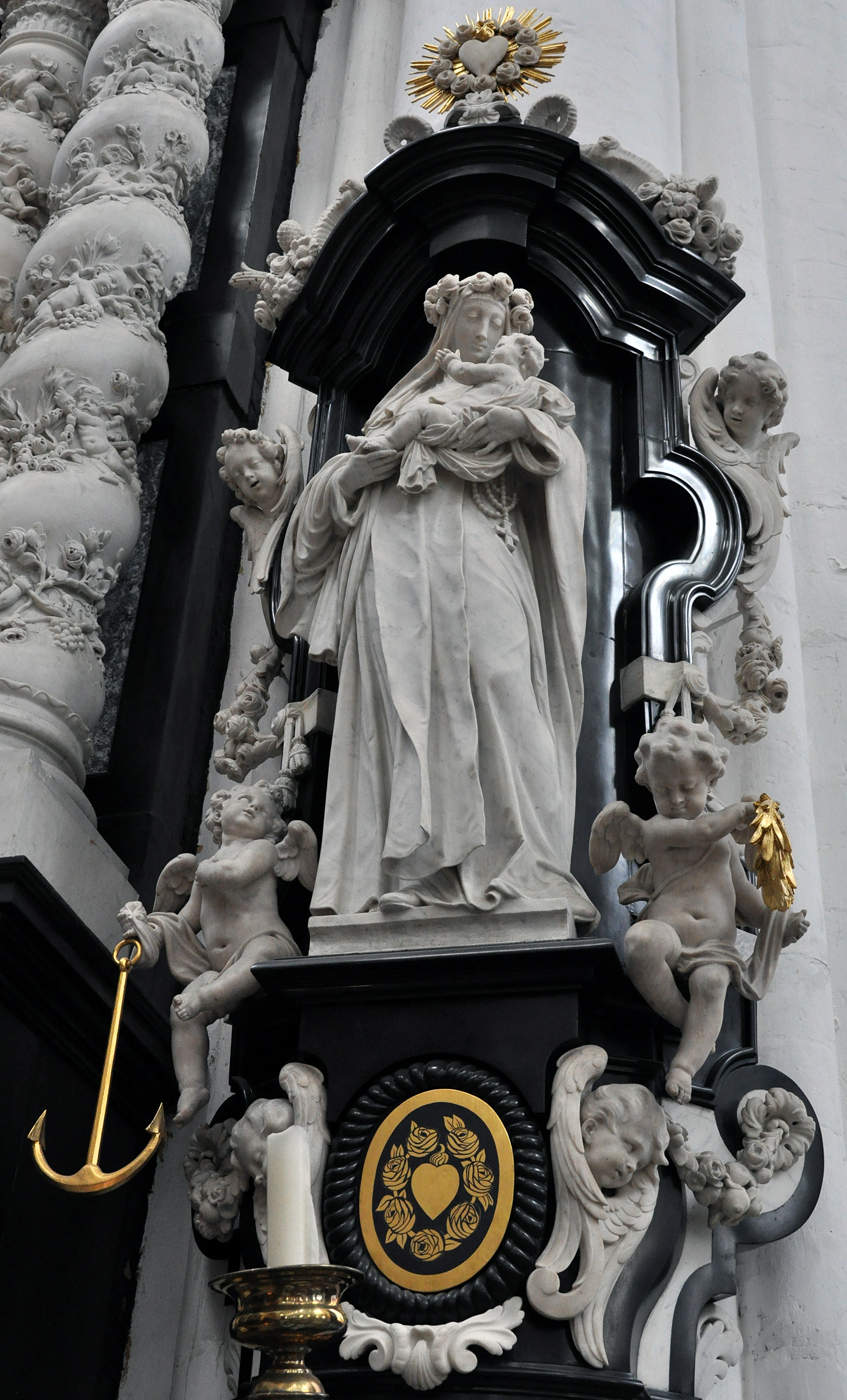
Autel de Sainte Rose de Lima par Artus Quellinus le Jeune

Sur le côté sud se trouve la chapelle du Saint-Sacrement et du Doux Nom de Jésus, qui possède un autel sculpté par Pieter Verbrugghen l'Ancien et un retable de Rubens sur La Dispute du Saint-Sacrement. Cette chapelle abrite également un confessionnal baroque de Willem Kerricx qui se trouvait à l'origine sur le côté nord de l'entrée principale.

### Sépultures
- Jean de Béjar; bourgmestre d'Anvers.
- Michael Ophovius (nl), ecclésiastique néerlandais.

## Le Calvaire
À l'extérieur de l'église se trouve un groupe de statues appelé le Calvaire. Il a été créé à l'emplacement d'un ancien cimetière dominicain par les frères van Ketwigh, qui étaient des frères dominicains. Sa conception date de 1697. La construction du calvaire s'est achevée en 1734, mais d'autres statues ont été ajoutées jusqu'en 1747. Il est construit comme une cour et s'appuie d'un côté sur la nef sud de l'église et la chapelle du Saint-Sacrement.

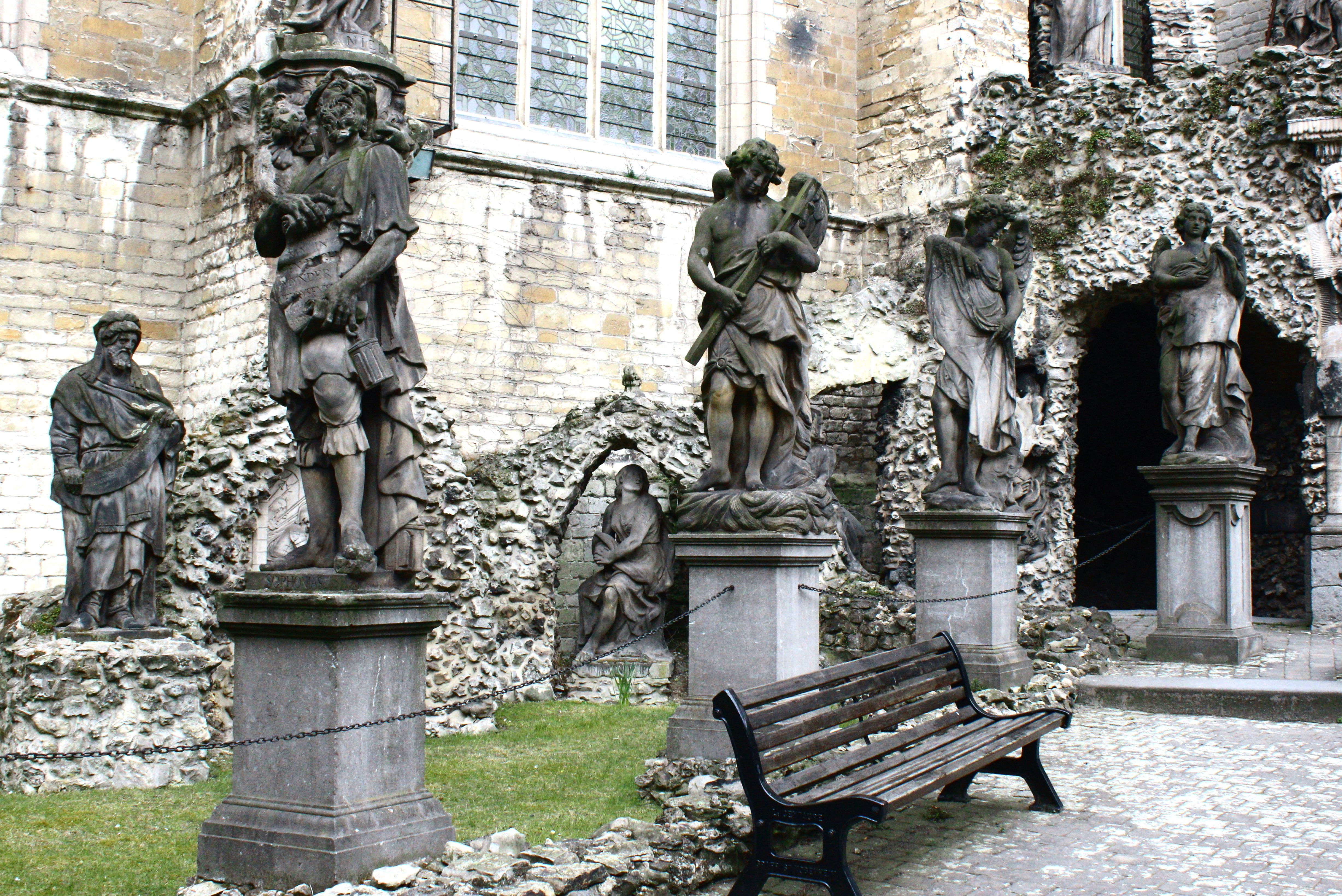
Le Calvaire, vue le long du chemin des anges

La structure comprend 63 statues grandeur nature et neuf reliefs exécutés dans un style populaire et théâtral. La plupart des statues sont en pierre blanche, mais certaines sont en bois. Certaines statues sont datées ou signées. Les principaux sculpteurs sont Michiel van der Voort l'Ancien, Alexander van Papenhoven et Jan Claudius de Cock, mais certaines statues sont l'œuvre de Willem Kerricx et de son fils Willem Ignatius Kerricx, de Jan Pieter van Baurscheit de l'Ancien et de collaborateurs anonymes.
Les statues sont réparties en quatre groupes : le chemin des anges, qui monte vers le Saint-Sépulcre, le jardin des prophètes à gauche, le jardin des évangélistes à droite et le Calvaire lui-même, qui consiste en un rocher artificiel surélevé, divisé en trois terrasses, sur lesquelles sont placées des statues avec, au sommet, le Christ en croix.

## Source de la traduction
- (en) Cet article est partiellement ou en totalité issu de l’article de Wikipédia en anglais intitulé « St. Paul's Church, Antwerpen » (voir la liste des auteurs).